# Housain Al-Mogahwi
Housain Al-Mogahwi (Jeddah, 24 maart 1988) is een Saoedi-Arabisch voetballer die als middenvelder speelt.

## Clubcarrière
Al-Mogahwi begon bij Al-Adalh en speelde tussen 2010 en 2014 voor Al-Fateh waarmee hij in 2013 landskampioen werd. In 2014 ging hij naar Al-Ahli waarmee hij in 2016 landskampioen werd en verschillende bekers won.

## Interlandcarrière
Hij debuteerde in 2012 voor het Saoedi-Arabisch voetbalelftal. Hij maakt deel uit van het Saoedische team op het wereldkampioenschap voetbal 2018.